# Aphelandra tetragona
Aphelandra tetragona är en akantusväxtart som först beskrevs av Vahl, och fick sitt nu gällande namn av Christian Gottfried Daniel Nees von Esenbeck. Aphelandra tetragona ingår i släktet Aphelandra och familjen akantusväxter. Inga underarter finns listade i Catalogue of Life.

## Bildgalleri

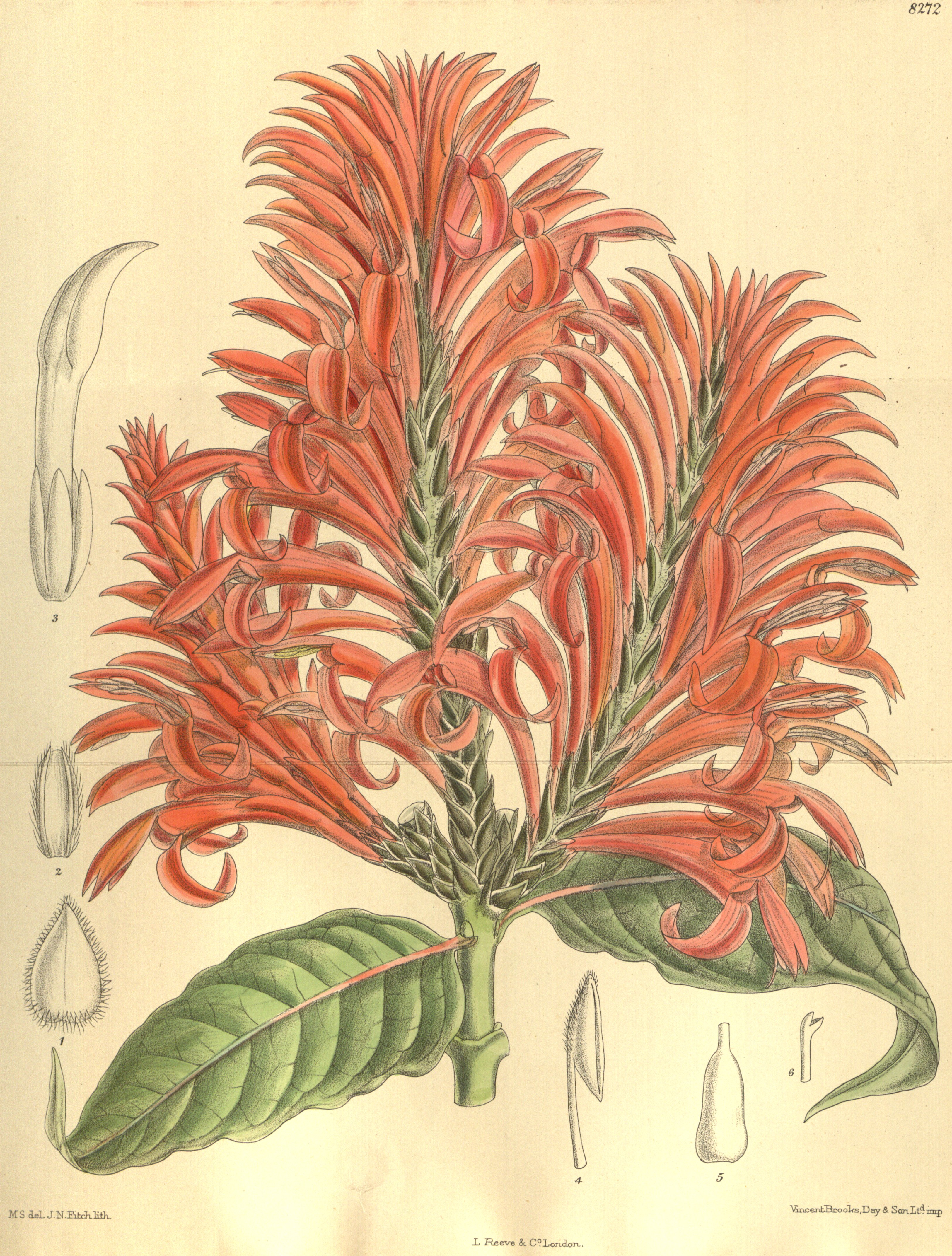